# Union sportive clodoaldienne
L'Union sportive clodoaldienne, surnommée la Clodo ou la Clodoaldienne, est un club omnisports français basé à Saint-Cloud.

## Histoire
L'Union sportive clodoaldienne est fondée par Georges Laudré, le père de Lucienne Laudré. Le club comporte une section athlétisme ; Lucienne Laudré et Marcelle Neveu, affiliées au club, disputent les Jeux olympiques d'été de 1928 à Amsterdam,.
L'équipe masculine de football est engagée dans le groupe IV de la Coupe nationale de l'USFSA 1914-1915.
La section féminine de football est fondée en 1921 La Clodoaldienne remporte la Coupe de France en 1924 contre l'US Quevilly, et perd en finale de cette même compétition en 1926,. Le club est aussi vice-champion de France en 1924. 
L'équipe de rugby à XV est finaliste du Championnat de France de 4e série en 1927.
Le club fusionne en 1927 avec l'Union athlétique clodoaldienne pour former l'Union sportive athlétique clodoaldienne (ou USA La Clodo).

## Sportifs
Le palmarès indiqué est celui obtenu au sein de l'US clodoaldienne.
- Édith Alauze (athlétisme et football)[11],[12] ; championne de France de saut en hauteur sans élan en 1924 et vainqueur de la Coupe de France de football en 1924
- Jacqueline Alauze (athlétisme)[12]
- Yvonne De Wynne (sv) (athlétisme)[12]
- Ginette Joly (athlétisme)[12]  ; championne de France de cross-country en 1927 et championne de France du 1 000 mètres en 1927
- Geneviève Laloz (athlétisme)[12] ; championne de France de 83 mètres haies en 1924
- Thérèse Laloz (athlétisme)[12] ; championne de France (FFFGS) de cross-country en 1922
- Jacqueline Laudré (athlétisme)[12]
- Lucienne Laudré (athlétisme)[12] ; championne de France de cross-country en 1921, championne de France de saut en longueur en 1926 et 1927, championne de France de saut en hauteur en 1927
- Marcelle Neveu (athlétisme)[12] ; championne de France de cross-country en 1922 et 1923 et championne de France du 1 000 mètres en 1923
- Marguerite Patouillet (athlétisme)[12]